# Economia de Mali

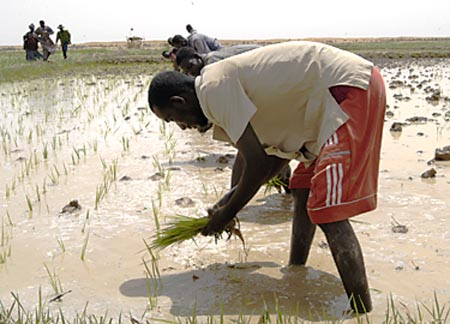
Cultiu d'arròs a Mali.

Mali, país sense sortida al mar, dependent de les exportacions agrícoles i de l'or, està entre els 25 països més pobres del món. La situació fiscal de la seva economia és variable segons els preus internacionals de l'or i dels seus productes agrícoles, i el succés de les collites. El 80% de la seva població depèn de l'agricultura o de la pesca. L'activitat industrial es concentra en el processament de productes agrícoles. L'activitat econòmica es limita en gran manera a la zona regada pel riu Níger, i el 65% del seu territori és desert o semidesert.

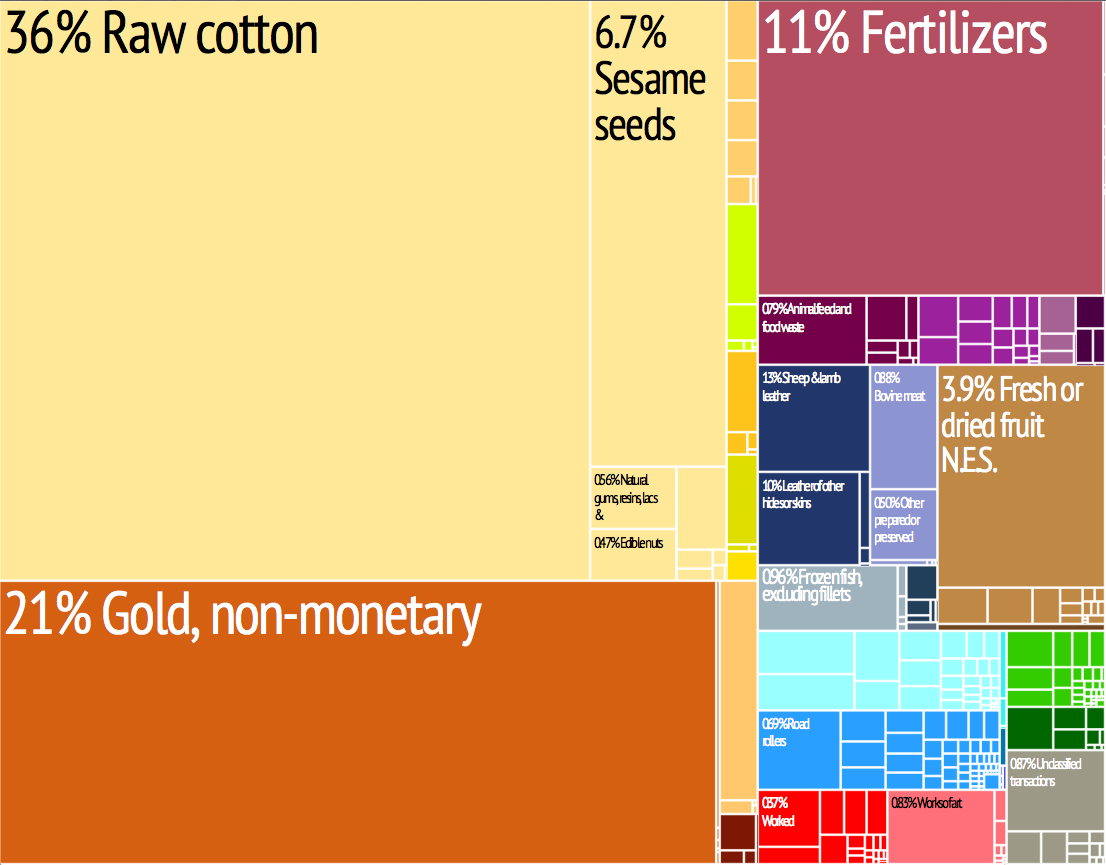
Productes exportats per Mali

Mali segueix dependent d'ajuda internacional. El govern va completar el 2011 un programa de crèdits del FMI que ha ajudat a créixer i diversificar l'economia, i atreure la inversió estrangera. El país està desenvolupant l'extracció de mineral de ferro i la producció de cotó, a més de diversificar les fonts d'ingressos, abans dependents de l'or. El país també ha invertit en turisme, però els problemes de seguretat tenen perjudicat la indústria.

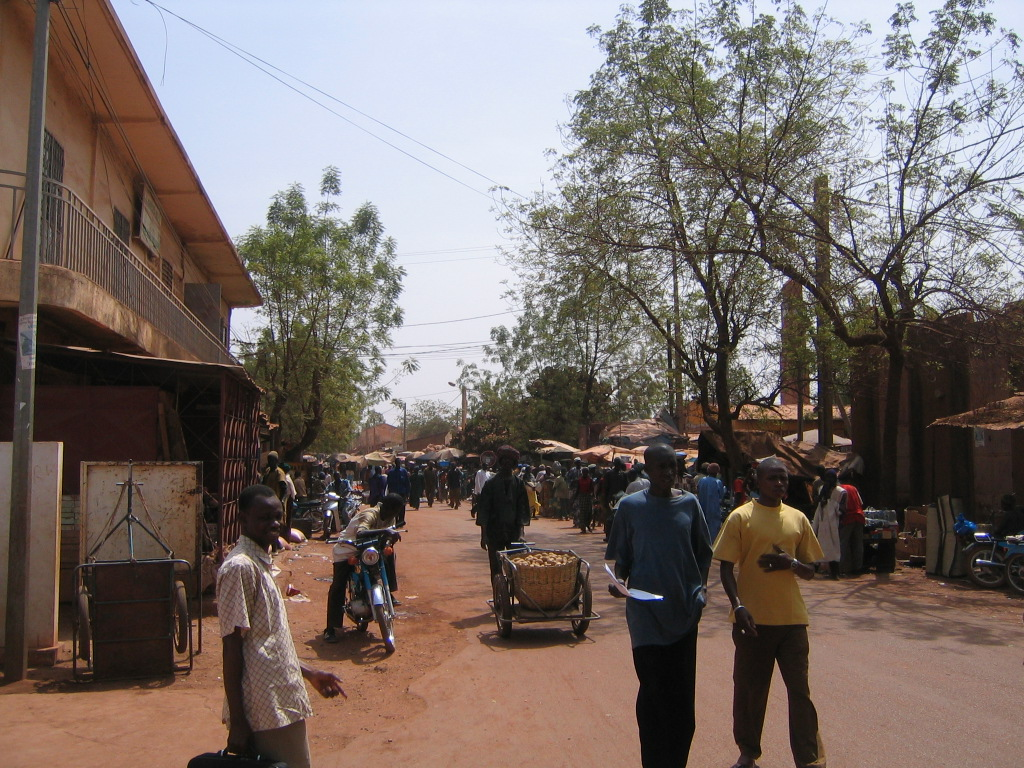
Mercat a Kati

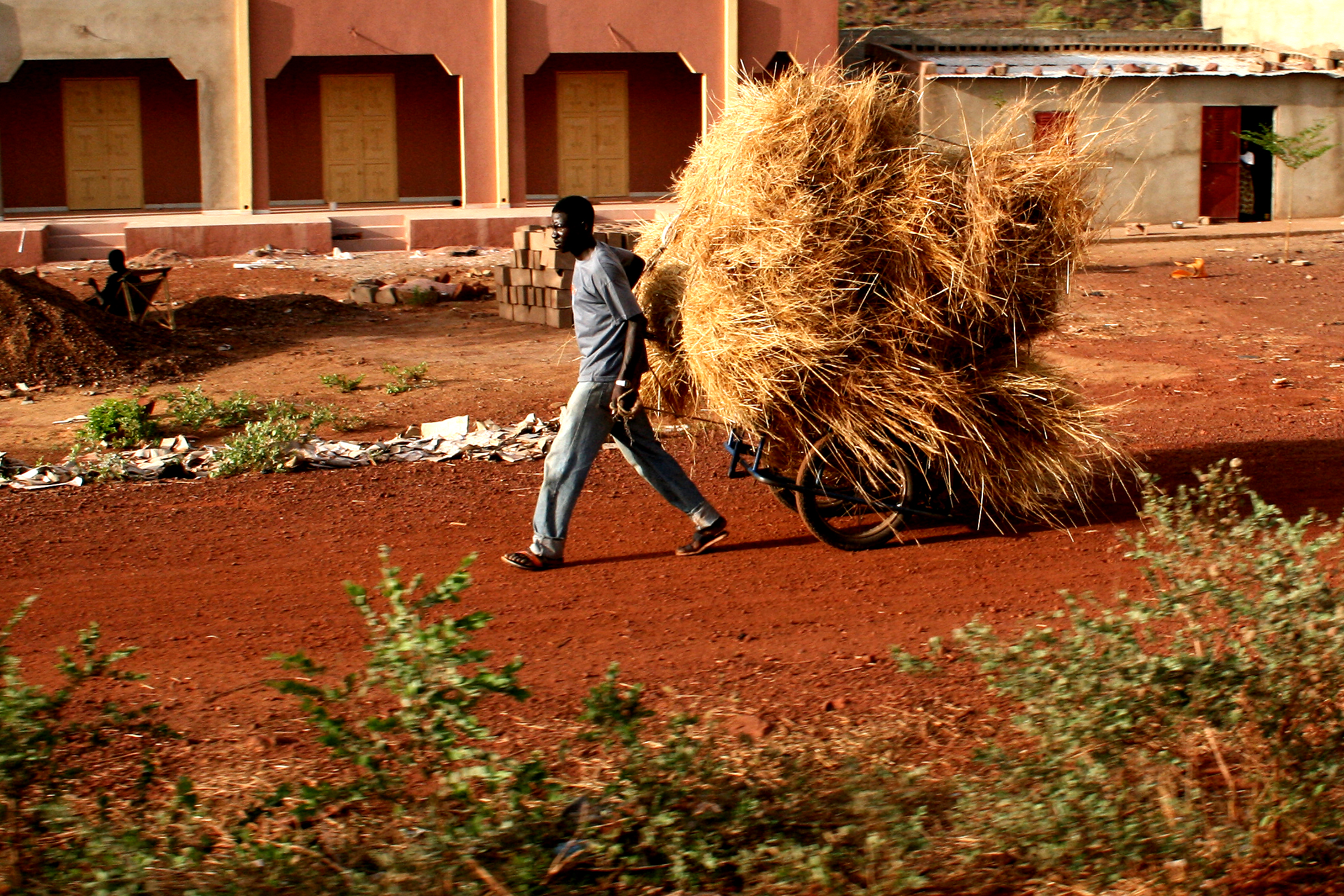
Farratge sec

Mali és un dels països més pobres del món, amb el 65% del seu territori cobert per desert o semidesert, a més d'una pèssima distribució de la riquesa. L'activitat econòmica es concentra a la vall del riu Níger. Amb un ingrés per capita mitjà de 1.500 dòlars anuals. Entre 1992 i 1995, el govern va implementar un programa d'ajust econòmic que va resultar en el creixement de l'economia i la reducció de balanços negatius. El pla va incrementar les condicions econòmiques i socials, i li va permetre unir-se a l'Organització Mundial del Comerç el 31 de maig de 1995. El producte intern brut (PIB) s'ha elevat des de llavors: per 2002 ascendia a 3.400.000.000 dòlars, i el 2005 es va incrementar a 5.800.000.000 dòlars, donant com a resultat una taxa de creixement anual d'un 17,6%.
La clau de l'economia de Mali és l'agricultura. El cotó és la collita més exportada del país, i s'exporta al Senegal i a Costa d'Ivori. Durant el 2002 es van produir 620.000 tones de cotó, però els preus d'aquest cultiu van disminuir significativament des del 2003. A més de cotó, es produeix arròs, mill, blat de moro, verdures, tabac i collites d'arbre. L'or, el bestiar i l'agricultura sumen el 80% de les exportacions. El 80% dels treballadors són emprats en l'agricultura, mentre que el 15% ho fan en el sector de serveis. No obstant això, les variacions estacionals deixen sense ocupació temporal a molts dels treballadors agropecuaris.
El 1991, amb l'ajuda de l'Associació Internacional de Foment, Mali va relaxar el compliment dels codis d'explotació minera, la qual cosa va portar a un interès renovat i inversió estrangera en la indústria minera. L'or s'extreu a la zona sud, la qual té la tercera taxa de producció d'or més gran d'Àfrica (després de Sud-àfrica i Ghana). L'aparició de l'or com el principal producte d'exportació des de 1999 va ajudar a mitigar l'impacte negatiu de la crisi del cotó i de Costa d'Ivori. Altres recursos naturals són el caolí, la sal comuna, el fosfat i la pedra calcària.
L'electricitat i l'aigua són mantinguts per Energie du Mali, o EDM, i els tèxtils són produïts per la Industry Textile du Mali, o ITEMA. Mali fa un ús eficient de la hidroelectricitat, que proveeix més de la meitat de l'energia elèctrica del país. El 2002 es van generar més de 700 kWh d'energia hidroelèctrica.
El govern estimula en la inversió estrangera, en els camps del comerç i la privatització. Mali va començar la seva reforma econòmica signant acords el 1988 amb el Banc Mundial i el Fons Monetari Internacional. Entre 1988 i 1996 el govern de Mali va reformar gran part de les empreses públiques. Des de l'acord, setze empreses van ser privatitzades, dotze parcialment privatitzades i vint liquidades. El 2005 el govern de Mali li va atorgar una companyia de ferrocarrils a la signatura nord-americana Savage Corporation. És membre de l'Organització per a l'Harmonització a l'Àfrica del Dret Mercantil (OHADA).